# Jeillo Edwards
Jeillo Edwards (23 tháng 9 năm 1942, Freetown, Sierra Leone - 2 tháng 7 năm 2004, London, Anh) là một nữ diễn viên Sierra Leonean, người đáng chú ý trong lịch sử diễn viên da đen ở Anh. Cô là người phụ nữ đầu tiên gốc Phi học kịch tại Trường Âm nhạc và Kịch nghệ Guildhall ở London. Cô tiếp tục là một trong những nữ diễn viên da màu đầu tiên tham gia loạt phim truyền hình chính thống của Anh - Dixon of Dock Green, và trong hơn bốn thập kỷ được thực hiện trên truyền hình, đài phát thanh, sân khấu và phim.

## Tiểu sử
Jeillo Angela Doris Edwards  sinh ra ở Freetown, Sierra Leone, một trong sáu đứa trẻ, và cô theo học trường tưởng niệm Annie Walsh.
Cô chuyển đến Anh vào cuối những năm 1950 và học tại Trường Âm nhạc và Kịch nghệ Guildhall. Cô bắt đầu biểu diễn từ năm bốn tuổi, đọc từ Kinh thánh tại nhà thờ của mình. Cô được biết đến với giọng nói đặc biệt và sự truyền cảm. Cô ấy nổi bật trên BBC World Service for Africa, được phát sóng ở Anh. Cô trở nên nổi tiếng ở Vương quốc Anh, xuất hiện trên truyền hình, nơi cô nổi bật là người phụ nữ da đen đầu tiên xuất hiện trên truyền hình Anh cũng như là người châu Phi đầu tiên xuất hiện trên The Bill, đài phát thanh và trên sân khấu.
Cô xuất hiện trong các vai cameo trong nhiều chương trình hài kịch truyền hình của Anh, bao gồm Liên minh các quý ông, Tuyệt đối tuyệt vời, Lùn đỏ, Sách đen, Spained và Little Britain, trong đó cô đã được lên kế hoạch để xuất hiện trong loạt phim thứ hai trước khi chết.
Cũng như diễn xuất, cô cũng có lúc là một thống đốc trường và sở hữu một nhà hàng tên là Dì J's ở Brixton.
Đầu những năm 1970, cô kết hôn với một người Ghana, Edmund Clottey, và họ có một cô con gái và hai con trai. Jeillo Edwards qua đời ở London ở tuổi 61, bị bệnh thận mãn tính.

## Nữ diễn viên
- 2003: Little Britain.... Nurse (1 episode, 2003)
- 2003: M.I.T.: Murder Investigation Team.... Agnes Welsh (1 episode, 2003)
- 2003: Murder in Mind.... Phyllis (1 episode, 2003)
- 2002: Dirty Pretty Things.... Hospital Cleaning Lady
- 2002: Anansi.... Aunt Vera
- 2001: Absolutely Fabulous.... Jeillo (1 episode, 2001)
- 2001: Sam's Game.... Mumma (1 episode, 2001)
- 2001: Spaced.... Tim's Benefit Clerk (1 episode, 2001)
- 2000: Black Books.... Midwife (1 episode, 2000)
- 2000: The Thing About Vince.... Mrs. Cuffy (2 episodes, 2000)
- 2000: The League of Gentlemen.... Yvonne (1 episode, 2000)
- 2000: Tough Love (TV).... Irate Woman
- 1999: Red Dwarf.... Second Ground Controller (1 episode, 1999)
- 1998: A Rather English Marriage (TV).... Sister
- 1998: Babes in the Wood.... Nigerian Lady (1 episode, 1998)
- 1998: In Exile (TV series).... Mother (1 episode, 1998)
- 1997: Holding On.... Aunt Gaynor (5 episodes, 1997)
- 1997: Paris, Brixton.... Landlady
- 1996: Beautiful Thing.... Rose
- 1994: Pat and Margaret (TV).... Tea Bar Lady
- 1994: A Skirt Through History.... Mary Prince (1 episode, 1994)
- 1993: The Line, the Cross & the Curve.... Dancer 'Eat the Music'
- 1992: Screen One.... Mrs. Jessop (1 episode, 1992)
- 1989: Sob Sisters.... Woman with dog (1 episode, 1989)
- 1989: Casualty.... Grandmother /... (3 episodes, 1989–1997)
- 1988: Rumpole of the Bailey.... Lady Cashier (1 episode, 1988)
- 1988: London's Burning.... Mrs. Jones (1 episode, 1988)
- 1987: The Bill.... Clarice Paine /... (5 episodes, 1987–2000)
- 1987: Elphida (TV).... Somali woman
- 1987: Scoop (TV).... Mrs. Jackson
- 1985: Hammer House of Mystery and Suspense.... Landlady (1 episode, 1985)
- 1983: Maybury.... Mrs. Galsworthy (1 episode, 1983)
- 1982: Love Is Old, Love Is New (TV).... Ward maid
- 1981: Memoirs of a Survivor.... Woman at Newsstand
- 1975: Play for Today.... Lucy /... (2 episodes, 1975–1980)
- 1975: Angels.... Mrs. Jobo (2 episodes, 1975–1980)
- 1979: Empire Road... Mary O'Fili (1 episode, 1979)
- 1979: Room Service TV series.... Mrs. McGregor (unknown episodes)
- 1978: The Professionals.... West Indian Woman (1 episode, 1978)
- 1978: Betzi (TV).... Sarah
- 1976: Centre Play.... Nurse (2 episodes, 1976–1977)
- 1972: Dixon of Dock Green.... Mrs. Morgan (1 episode, 1972)